# Bruno Langa
Bruno Langa, né le 31 octobre 1997 à Maputo, est un footballeur international mozambicain, qui joue au poste d'arrière gauche au Paphos FC, en prêt de l'UD Almería.

## Biographie

### En club
En 2019, il rejoint le Vitória Setúbal. Il ne joue cependant aucun match avec l'équipe première du club, devant se contenter d'évoluer avec l'équipe des moins de 23 ans.
Le 23 juin 2021, il rejoint le GD Chaves, avec qui il est promu en première division en 2022.
Au mois de janvier 2023, trois clubs de Ligue 1 dont le RC Strasbourg et le Toulouse FC se montrent intéressés par son profil.

### En sélection
En décembre 2016, Bruno Langa participe à la Coupe COSAFA des moins de 20 ans,.
Le 21 juin 2016, il honore sa première sélection en équipe du Mozambique contre la Namibie lors de la Coupe COSAFA 2016. 
Le 2 juin 2021, il inscrit son premier but international face au Lesotho en match amical, sur penalty.  En décembre 2023, il est retenu dans la liste des vingt-sept joueurs mozambicains sélectionnés par Chiquinho Conde pour disputer la Coupe d'Afrique des nations 2023. Bruno Langa disputera ainsi sa première compétition internationale. 